# Carapotós

Els carapotós o karapotós són un poble indígena brasiler, que habita el llogaret Plak-ô i el poblat terra Nova, ambdós situats al municipi de São Sebastião, a l'estat d'Alagoas.

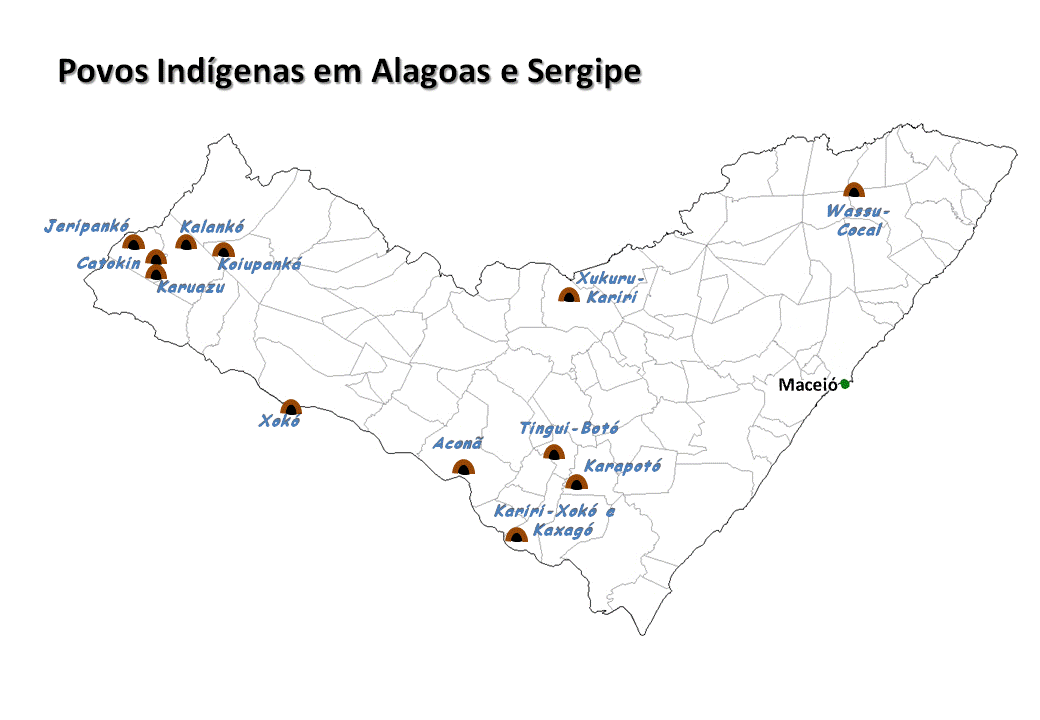
Pobles indígenes a Alagoas i Sergipe

El 1862, Manoel Lourenço de la Silveira, en registrar els pobles indígenes romanents a la llavors província d'Alagoas després de la incursió de la bandera Jerônimo de Albuquerque, va comprovar la presència de carapatós en un poble de Porto Real do Colégio.